# 聖マルコと聖テオドーロの円柱

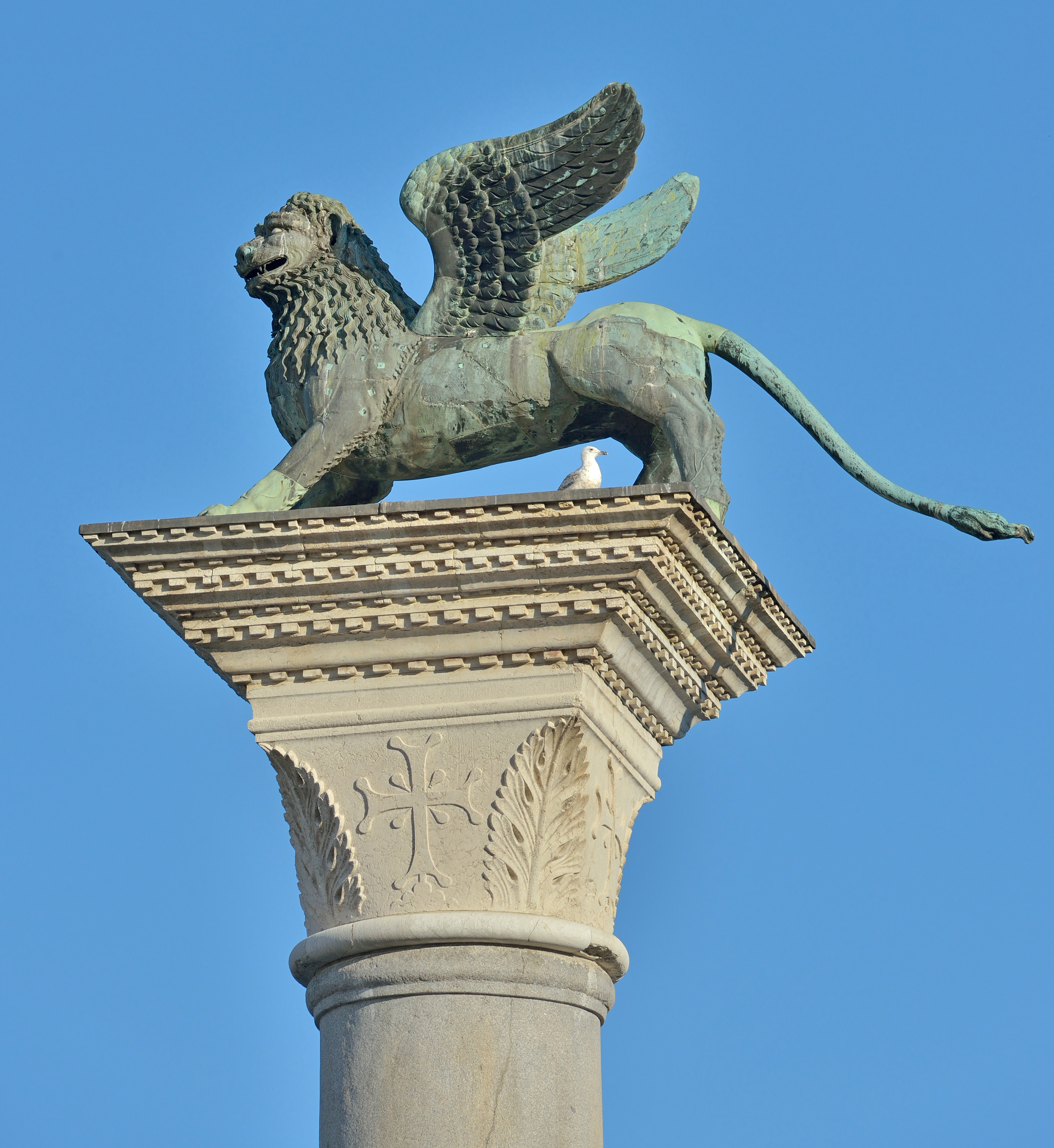
聖マルコの有翼の獅子像（ヴェネツィア）

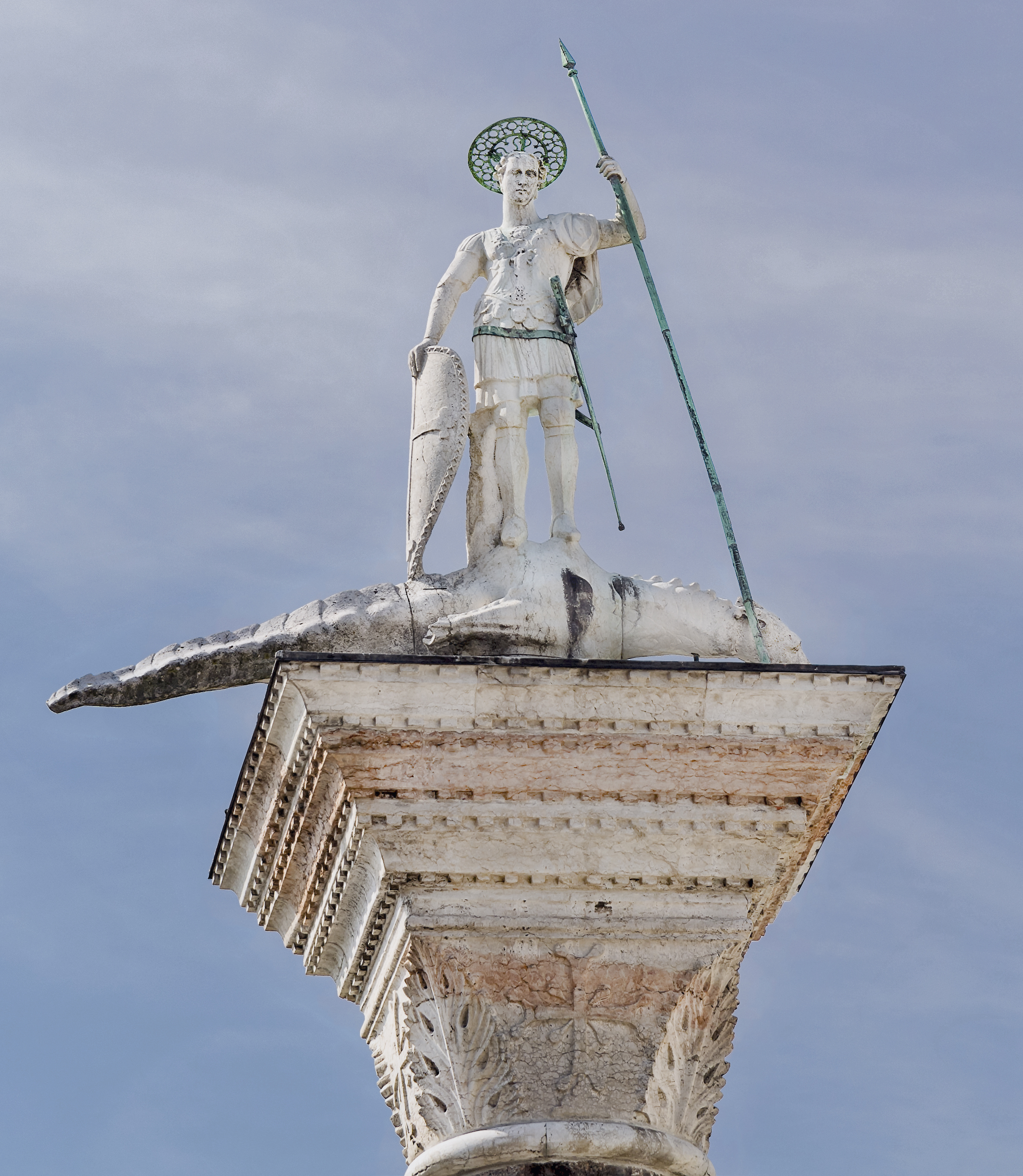
聖テオドーロ像（ヴェネツィア）

聖マルコと聖テオドーロの円柱（イタリア語: Colonne di San Marco e San Todaro）は、イタリア ヴェネツィアのサン・マルコ広場の小広場に、カナル・グランデに面して立っている2本の円柱のことである。
または、かつてヴェネツィア共和国の影響下にあった都市に立てられた、同国の象徴としての円柱のことを指す場合もある。
それぞれ頂上には聖マルコを象徴する「有翼の獅子」像と、「聖テオドーロ」像がある。

## 聖マルコまたは聖テオドーロの円柱がある都市
- ヴェネツィアのサン・マルコ広場
- ヴェローナのエルベ広場
- ヴィチェンツァのシニョーリ広場
- パドヴァのシニョーリ広場